# Reichenau im Mühlkreis
Reichenau im Mühlkreis – gmina targowa w Austrii, w kraju związkowym Górna Austria, w powiecie Urfahr-Umgebung. Liczy 1294 mieszkańców (1 stycznia 2015).